# Easter (álbum)
Easter es el tercer álbum de Patti Smith Group, lanzado al mercado en marzo de 1978. Producido por Jimmy Iovine, se conoce como el álbum más comercial de la banda, en gran medida por el sencillo extraído del álbum, «Because the Night» (coescrita con Bruce Springsteen), que alcanzó el puesto número 13 de las listas norteamericanas, y el número 5 en las listas del Reino Unido.

## Lista de canciones
Todas las canciones compuestas por Patti Smith, excepto donde se indique lo contrario.

### Cara A
1. "Till Victory" – 2:45
2. "Space Monkey" (Smith, Ivan Kral, Tom Verlaine) – 4:04
3. "Because the Night" (Smith, Bruce Springsteen) – 3:32
4. "Ghost Dance" – 4:40
5. "Babelogue" (Smith) – 1:25
6. "Rock N Roll Nigger" – 3:13

### Cara B
1. "Privilege (Set Me Free)" (Mel London, Mike Leander, Psalm 23) – 3:27
2. "We Three" (Smith) – 4:19
3. "25th Floor" (Smith, Kral) – 4:01
4. "High on Rebellion" (Smith) – 2:37
5. "Easter" (Smith, Jay Dee Daugherty) – 6:15

### Pista adicional (CD)
- "Godspeed" (Smith, Kral) – 6:09

## Personal
- Patti Smith – voz, guitarra
- Lenny Kaye – guitarra, bajo, voz,
- Jay Dee Daugherty – batería, percusión
- Ivan Kral – bajo, voz, guitarra
- Bruce Brody – teclados, sintetizador

### Personal adicional
- Richard Sohl – teclados en "Space Monkey"
- Allen Lanier – teclados en "Space Monkey"
- John Paul Fetta – bajo en "Till Victory" y "Privilege"
- Andi Ostrowe – percusión en "Ghost Dance"
- Jim Maxwell – gaita en "Easter"
- Tom Verlaine - arreglos en "We Three"

### Personal técnico
- Jimmy Iovine – producción, mezclas
- Shelly Yakus – mezclas
- Greg Calbi – masterización
- Thom Panunzio – ingeniero
- Gray Russell – ingeniero
- Charlie Conrad – ingeniero
- Joe Intile – ingeniero

### Diseño
- Lynn Goldsmith – portada fotografía
- Robert Mapplethorpe – fotografía interior
- Cindy Black – fotografía interior
- John Roberts – fotografía interior
- Maude Gilman – diseño del interior del LP

## Posicionamiento
| Año  | Lista                          | Posición |
| ---- | ------------------------------ | -------- |
| 1978 | Noruega                        | 10       |
| 1978 | Suecia                         | 34       |
| 1978 | Reino Unido (UK Albums Chart)  | 16       |
| 1978 | Estados Unidos (Billboard 200) | 20       |

## Certificaciones
| Organización      | Nivel   | Fecha                |
| ----------------- | ------- | -------------------- |
| BPI – Reino Unido | Platino | 29 de agosto de 1979 |

## Ediciones del álbum
| Fecha | Sello discográfico | Formato | N.º de catálogo |
| ----- | ------------------ | ------- | --------------- |
| 1978  | Arista Records     | LP      | 4171            |
| 1996  | Arista Records     | CD      |                 |
| 2007  | Sony BMG           | CD      | 37929           |